# Abay Kunanbayuli
Abay Ibrahim Qunanbayuli (cirílico kazajo: Абай (Ибраһим) Құнанбайұлы, cirílico ruso: Абай Ибрагим Кунанбаев.), nació en Montaña Shinghis, el 10 de agosto de 1845 (29 de julio según el calendario juliano) y murió en Valle de Jidebay, el 6 de julio de 1904 (23 de junio según el calendario juliano) poeta, filósofo y escritor kazajo. 
Hijo de Qunanbay y su segunda esposa Uljan, su nombre es Ibrahim, "Abay", es un apodo por lo talentoso que era y significa cuidadoso. El estatus económico de su padre le permitió asistir a una escuela rusa tras asistir a una madraza dirigida por el mulá Ahmet Ryza. En su escuela de Semey, conoció a los escritores Mijaíl Lérmontov y Aleksandr Pushkin. 
Además de traducir textos del ruso, escribió sobre todo poesía, de un carácter muy nacionalista, antes de él, la literatura kazaja fue básicamente oral, haciéndose eco de la forma de vida nómada del pueblo kazajo. Pero en la época de Abay, hubo muchos cambios sociopolíticos y económicos.

## Legado
Se le suele representar con ropas tradicionales kazajas y la Universidad nacional de Kazajistán lleva su nombre, así como las principales calles de Astaná y Almatý. 
Entre sus discípulos, se encuentra el poeta Şekerim Qudayberdiulı (1858-1931).
De Abay trata una novela de Mujtar Auezov.

## Obra
- Libro de palabras (Kara So'zder)
- Abay: Eki Tomdiq Shigharmalar Jinaghi, Almati: Jazushi Baspasi,
- Duniede, sira, sendey mağan jar joq, Almati: "Jaylyn"
- Ata Aqyly, Almati, Balausi